# Ligne 5 du tramway de Montpellier
Pour les articles homonymes, voir Ligne 5.
La ligne 5 du tramway de Montpellier est un projet de ligne qui, sur une longueur de 20,5 km, devrait desservir les communes de Saint-Jean-de-Védas, Montpellier, Clapiers et Montferrier-sur-Lez. Elle était censée venir compléter le réseau existant en desservant des zones qui ne le sont pas actuellement. Désormais, le projet de la ligne 5 est envisagé à l'horizon 2025 sous un tracé moins coûteux après un moratoire de 2014 à 2016.
Les premiers travaux de la ligne 5 de tramway ont lieu mi-2019. La première phase préparatoire consiste à dévoyer les réseaux des eaux et électriques.

## Projet
Le projet de ligne 5, dénommé « ligne 4 » de fin 2008 à mi-2010, est issu des évocations orales, depuis 2005, des projets de nouvelles lignes ou de branches des trois premières lignes. Hélène Mandroux et Georges Frêche ont évoqué oralement une ligne pointant vers deux directions : le sud-ouest et le nord de Montpellier.
Une de ses premières missions serait de relier le centre de la ville au stade Yves-du-Manoir. Une seconde mission, évoquée depuis juin 2008 avec la médiatisation du projet de fusion des trois universités montpelliéraines, serait d'assurer une desserte des universités de sciences et de lettres et sciences humaines, depuis la ligne 1 à Saint-Éloi jusqu'à Agropolis, voire la commune voisine de Clapiers.
Le 26 janvier 2009, une commission tramway de la métropole de Montpellier propose de constituer une ligne 4 à partir de ces deux projets : du stade Yves-du-Manoir au boulevard du Jeu de Paume (avec un aller-retour entre ce boulevard et la gare Saint-Roch), avec contournement par l'ouest de l'Écusson pour rejoindre les voies de la ligne 1 entre les stations Place Albert Ier à Saint-Éloi. De là, la ligne se dirigerait vers le campus fusionné des Sciences et des Lettres-Sciences humaines avant de se diriger vers Agropolis. Deux extensions sont également proposées vers le rond-point d'entrée de Montpellier en direction de Lavérune à l'ouest et jusqu'à l'entrée de Clapiers au nord-est, voire Lavérune même, et, au nord, Montferrier-sur-Lez et Prades-le-Lez d'après la délibération communautaire du 26 mai 2009.
Ce projet de ligne est renuméroté « 5 » en juillet 2010 lors de l'annonce par Georges Frêche, le 9 juillet 2010, d'une ligne 4 faisant le tour du centre de la ville pour 2012. Cette ligne était initialement prévue pour 2017.
Durant la 3e partie de la concertation, une nouvelle option est évoquée. Celle-ci est de faire passer le tramway par la rive droite du Lez, permettant alors une desserte plus fine de Montferrier sur Lez. Selon cette option, la branche vers Prades, après s'être séparée de celle en direction de Clapiers au niveau du rond point d'Agropolis, longerait la D 112 puis retrouverait le trajet initialement prévu au niveau de l'ancienne distillerie sur la commune de Montferrier, ce qui nécessiterait la construction d'un second ouvrage d'art au-dessus du Lez.
À l'issue de la phase de concertation, fin octobre 2012, le tracé de la ligne 5 est arrêté par la métropole. La ligne, d'une longueur totale de 20,5 km, est divisée en deux sections, qui feront chacune l'objet d'une enquête publique et d'une déclaration d'utilité publique distinctes.
Le premier tronçon reliera Lavérune à Clapiers, et permettra entre autres le bouclage de la ligne T4. La deuxième section reliera Clapiers (rond-point de Girac) à Prades-le-Lez par la rive gauche du Lez, l'alternative par la rive droite ayant été abandonnée (insertion environnementale délicate et surcoûts liés aux franchissements supplémentaires du cours d'eau).
Le préfet de l'Hérault a signé le 28 août 2013 la déclaration d'utilité publique et les travaux liés au chantier ont commencé à la fin de l'année 2013.
Depuis l'élection de Philippe Saurel le 5 avril 2014 à la tête de la mairie et de la métropole de Montpellier et avec le plan de rigueur imposé par l'État à la suite de la crise économique de 2008, le projet de ligne 5 fait l'objet d'un moratoire.
Seule subsiste la partie destinée au bouclage de la ligne 4. En revanche, des prolongations de la ligne 3 sont envisagées, cependant celle de la ligne 1 pour gare sud de France est gelé par le nouveau maire 
(2020), néanmoins en conseil de Métropole du 12 octobre 2020, a été « validé » l'achat de bus à hydrogène. 21 bus prévus pour 2023.
Le 9 mars 2015, dans un courrier adressé aux maires de la Métropole, Philippe Saurel rappelle que le projet n'a pas été abandonné mais que certaines sections du tracé de la ligne 5 nécessitent d'être remises à l'étude, en particulier celle concernant le contournement du Parc Montcalm. De plus, le projet sera relancé uniquement lorsque le plan de financement de la ligne sera stabilisé.
Le 7 avril 2016, le maire de Montpellier annonce que le projet de ligne 5 est relancé, mais sous un tracé moins coûteux.
Le 20 janvier 2023, le design « Science & Botanique » des rames CAF Urbos 3 de la ligne 5 conçu par l'artiste Barthélémy Toguo est dévoilé aux Jardins des Plantes de Montpellier. 
Le 7 mars 2025, la première rame sur les 77 commandées par la Métropole est livrée et est dévoilée au public le 21 mars,. Le 19 mai 2025, les premiers essais en conditions réelles sont lancés sur la partie nord du tracé, entre Clapiers et Saint-Éloi - Docteur Pezet,. 
Du 4 au 7 août 2025, la ligne de contact de la ligne 5 est reliée à celle de la ligne 3.

## Tracé
Ci-dessous les stations en construction en 2025 :
|   |   |  | Stations                              | Latitude Longitude                | Communes desservies | Correspondances |
| - | - |  | ------------------------------------- | --------------------------------- | ------------------- | --------------- |
|   | ■ |  | Clapiers                              | 43° 39′ 13″ N, 3° 52′ 21″ E       | Clapiers            | P+Tram          |
|   | • |  | Montferrier-sur-Lez                   | 43° 39′ 04,82″ N, 3° 52′ 02,28″ E | Montferrier-sur-Lez |                 |
|   | • |  | Agropolis                             | 43° 38′ 43,95″ N, 3° 52′ 07,06″ E | Montpellier         |                 |
|   | • |  | Plan des 4 Seigneurs                  | 43° 38′ 34,77″ N, 3° 51′ 38,92″ E | Montpellier         |                 |
|   | • |  | CNRS – Zoo de Lunaret                 | 43° 38′ 17,46″ N, 3° 51′ 57,26″ E | Montpellier         |                 |
|   | • |  | Pôle Chimie Balard                    | 43° 38′ 02,69″ N, 3° 52′ 04,97″ E | Montpellier         |                 |
|   | • |  | Université Paul Valéry                | 43° 37′ 48,46″ N, 3° 52′ 11,1″ E  | Montpellier         |                 |
|   | • |  | Saint-Éloi – Docteur Pezet            | 43° 37′ 37,09″ N, 3° 51′ 59,76″ E | Montpellier         | 1               |
|   | • |  | Boutonnet – Cité des Arts             | 43° 37′ 21,33″ N, 3° 52′ 05,22″ E | Montpellier         | 1               |
|   | • |  | Stade Philippidès                     | 43° 37′ 08,29″ N, 3° 52′ 10,19″ E | Montpellier         | 1               |
|   | • |  | Place Albert 1er – Saint-Charles      | 43° 36′ 53,14″ N, 3° 52′ 25,32″ E | Montpellier         | 1               |
|   | • |  | Place Albert 1er – Jardin des Plantes | 43° 36′ 52″ N, 3° 52′ 24″ E       | Montpellier         | 4               |
|   | • |  | Peyrou-Arc de triomphe                | 43° 36′ 41,4″ N, 3° 52′ 20,36″ E  | Montpellier         | 4               |
|   | • |  | Saint-Guilhem-Courreau                | 43° 36′ 29,12″ N, 3° 52′ 24,73″ E | Montpellier         | 4               |
| ↓ | • |  | Gambetta                              | 43° 36′ 17,89″ N, 3° 52′ 28,04″ E | Montpellier         | 3               |
| ↑ | • |  | Gambetta – Saint-Denis                | 43° 36′ 18″ N, 3° 52′ 28″ E       | Montpellier         | 3               |
|   | • |  | Parc Clemenceau                       | 43° 36′ 12″ N, 3° 52′ 18″ E       | Montpellier         |                 |
|   | • |  | Place du 8 mai 1945                   | 43° 36′ 04,57″ N, 3° 52′ 04,69″ E | Montpellier         |                 |
|   | • |  | Cité Créative – Parc Montcalm         | 43° 36′ 05,03″ N, 3° 51′ 47,49″ E | Montpellier         |                 |
|   | • |  | Chamberte Les Roses                   | 43° 36′ 10″ N, 3° 51′ 17″ E       | Montpellier         |                 |
|   | • |  | Estanove                              | 43° 36′ 02″ N, 3° 50′ 57″ E       | Montpellier         |                 |
|   | • |  | Yves du Manoir                        | 43° 35′ 42″ N, 3° 51′ 00″ E       | Montpellier         |                 |
|   | • |  | Ovalie                                | 43° 35′ 29″ N, 3° 50′ 52″ E       | Montpellier         |                 |
|   | • |  | Parc Bagatelle                        | 43° 35′ 37″ N, 3° 50′ 34″ E       | Montpellier         |                 |
|   | • |  | Parc Font-Colombe                     | 43° 35′ 43″ N, 3° 50′ 14″ E       | Montpellier         |                 |
|   | • |  | Parc des Bouisses                     | 43° 35′ 35″ N, 3° 49′ 46″ E       | Montpellier         |                 |
|   | ■ |  | Grés de Montpellier                   | 43° 35′ 35″ N, 3° 49′ 26″ E       | Saint-Jean-de-Védas | P+Tram          |

Les stations en gras servent de départ ou de terminus à certaines missions.